# 短鋸大眼鯛
短鋸大眼鯛，為輻鰭魚綱鱸形目的其中一個種，分布於西大西洋從加拿大至墨西哥灣、加勒比海海域，棲息深度5-200公尺，可做為觀賞魚。

## 外貌描述
该鱼身体扁平呈椭圆形，形状类似餐盘，色泽为亮红色或橘色，眼睛和腹鳍极大。體長可達30公分，鳞片粗糙。

## 生活习性
棲息在有遮蔽的礁石區或是岩石质海床。